# Matracca
La matracca è un congegno fonico appartenente, in base al sistema di classificazione Hornbostel-Sachs, alla categoria degli idiofoni a percussione indiretta.

## Descrizione
È composta da una tavoletta rettangolare di lunghezza variabile, generalmente compresa tra i 30 e i 50 centimetri di lunghezza, alla quale sono incernierati oggetti metallici, raramente in legno, che fungono da batacchio. Il suono viene generato dall'urto di questi ferri sulla superficie della tavola quando questa, presa da un capo con una sola mano e tenuta verticalmente, viene ruotata alternativamente e velocemente in senso orario ed antiorario.
Gli oggetti utilizzati come batacchio sono i più disparati: staffe o tondini in ferro sagomati preparati ad hoc oppure materiali di recupero come vecchie maniglie, grosse chiavi o anelli per il bestiame.
Per le tavole si utilizzano preferibilmente legni leggeri come il pioppo o il faggio, all'occorrenza anche rovere e castagno, più resistenti e più pesanti; queste possono essere abbellite con intarsi e decorazioni, e dotate di impugnatura per facilitarne la presa. In alcuni casi, vengono disposte strisce di lamiera o chiodi a testa grossa nei punti di contatto tra batacchio e tavola, in modo da impedirne il logorio di quest'ultima e al contempo aumentare il volume sonoro del congegno.

## Utilizzo
Attestata dall'Ottocento, ancora oggi viene usata durante la settimana santa - durante la quale le campane tacciono in segno di lutto - sia per annunciare le funzioni religiose, sia per richiamare l'attenzione dei fedeli al passaggio di una processione o per la questua. Viene inoltre utilizzata dai battitori durante l'attività venatoria per spaventare la selvaggina e farla levare dalle tane.